# جیرسرویشکا
جیرسرویشکا، روستایی است از توابع بخش خشکبیجار شهرستان رشت در استان گیلان ایران.
روستای جیرسر ، روستایی با پتانسیل های فراوان برای پیشرفت و تبدیل به قطب فناوری ها و طرح های نوین کشاورزی و زندگی روستایی روستای جیرسر ویشکا بیش از 161 خانوار و 566 نفر جمعیت تشکیل شده است ومیزان سطح زیر کشت برنج آن 175 (هکتار) می باشد .
همچنین در این روستا به غیر برنج افراد ساکن در این روستا به کارهای کشاورزی دیگر نیز مشغولند از قبیل :
1- گاوداری (گوشتی و شیری ) 
2- مرغداری (بیشتر تخمگذار ) 
3- پرورش اردک 
4- پرورش غاز 
5- پرورش بوقلمون 
6- پرورش کبوترو پرندگان زینتی 
7- پرورش بلدرچین 
8- پرورش ماهی 
9- پرورش صیفیجات 
10- پرورش توت فرنگی 
11- پرورش کیوی 
12- پرورش درختان میوه (مثمر) 
13- پرورش درختان چوبی (غیرمثمر) 
14- پرورش و تولید کرم ورمی و کمپوست آن 
15-و در جدید ترین همت و تلاش مردمان این روستا پرورش انواع قارچ افزوده شده است 
16- و بسیاری از محصولات دیگر ...

## جمعیت
این روستا در دهستان نوشرخشکبیجار قرار دارد و براساس سرشماری مرکز آمار ایران در سال ۱۳۸۵، جمعیت آن ۵۶۶ نفر (۱۶۱خانوار) بوده‌است.